# Yūtarō Hakamata
Yūtarō Hakamata (袴田 裕太郎?, Hakamata Yūtarō; Shizuoka, 24 giugno 1996) è un calciatore giapponese, difensore del Roasso Kumamoto in prestito dal Tokyo Verdy.